# Syed Kamall

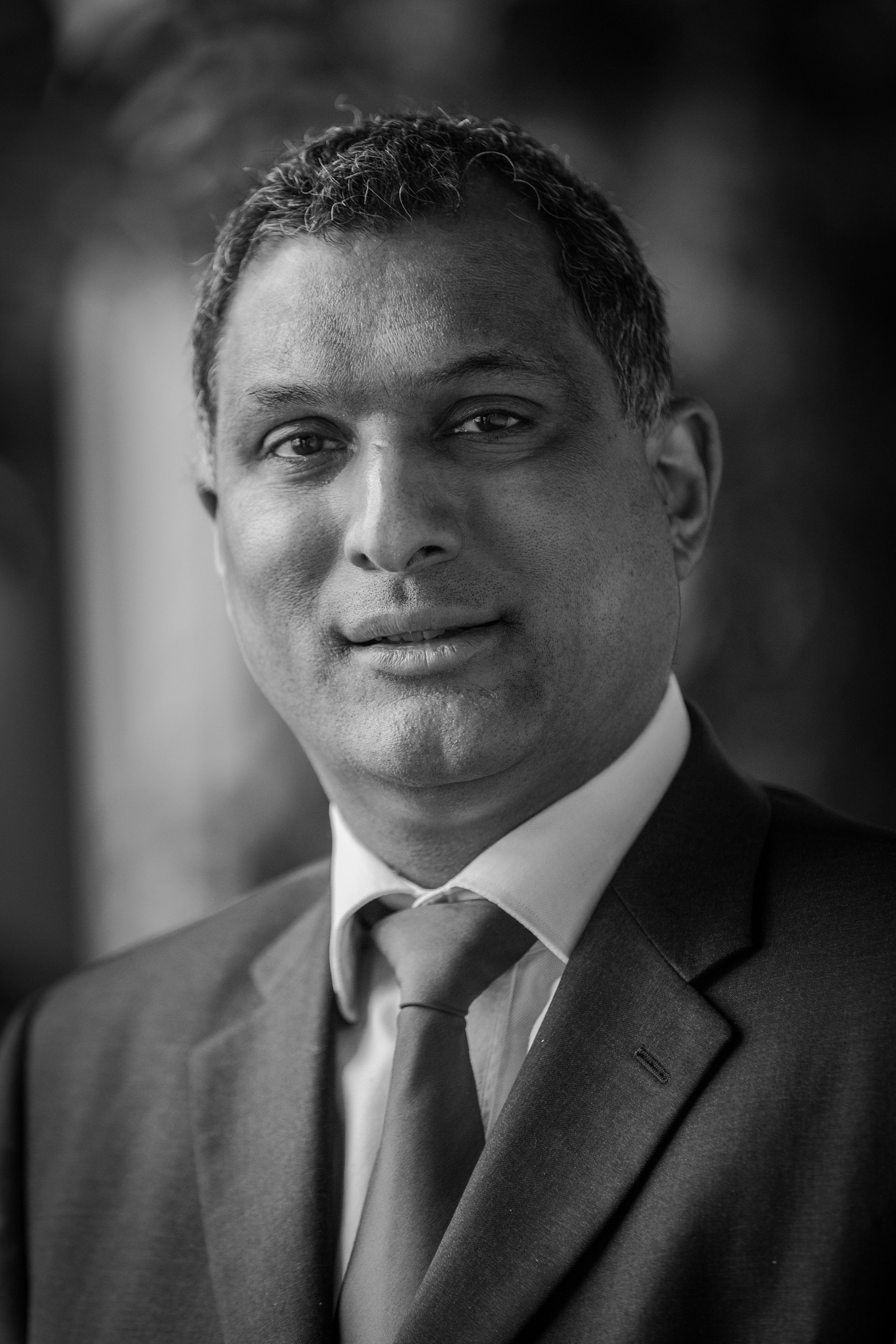
Syed Kamall

Dr. Syed Kamall (n. 15 de febrero de 1967 en Londres) es un político conservador británico. Kamall fue elegido Eurodiputado por Londres en 2005 y desde 2013 es el líder del Partido Conservador, que pertenece al Grupo de los Conservadores y Reformistas Europeos, en el Parlamento Europeo. 